# 近代レバノンの歴史
- 古代レバノンの歴史
- 中世レバノンの歴史
- 近代レバノンの歴史
- 現代レバノンの歴史
- レバノン危機
- レバノン内戦
- 杉の革命
- レバノン侵攻 (2006年)

近代レバノンの歴史では、現在、レバノンと呼ばれている地域のオスマン帝国の統治下に入った時代から、1918年にフランスの委任統治下に入った時代までの約400年間について描出する。
エジプト及び歴史的シリアを中心に繁栄したマムルーク朝は、オスマン帝国との抗争に敗れ、1517年に滅亡した。近代のレバノンの歴史は直接的に、オスマン帝国の盛衰と大きく関わってくる。
地理的な要因、宗派間の対立もあり、レバノンは、ヨーロッパ列強の介入を大きく受けることになる。

## オスマン統治の開始　1517-1618
セリム1世によるマムルーク朝の滅亡によって、現在のレバノンは帝国の領土に組み込まれ、オスマン帝国のシリア州の一部となったが、トリポリなどの地中海沿岸部とレバノン山脈周辺などの内陸部では大きく社会環境が異なっていた。
エジプトと異なり、シリアではマムルークの勢力がほぼ一掃されたこともあって、沿岸部では大規模な測量が行われ、帝国の中心地であるアナトリア半島やバルカン半島と同様にティマール制（スィパーヒーと呼ばれる騎士に徴税権を与え、代価として有事の際の軍役を義務付けた制度）が施行された。こうして沿岸部は、オスマン帝国のシリア州総督による直接的支配のもとに置かれた。
一方、「山岳レバノン」と呼ばれたレバノン山脈周辺の地域では、キリスト教・イスラーム双方の様々な少数宗派がそれぞれ独自の生活を送っていた。このような複雑な社会環境もあって、山岳レバノンではティマール制は施行されず、従来どおりのミッレト制度に基づく統治が行われた。各宗派は、自らの信仰、文化、社会的自治が認められていた。したがって、現代に至る地域的独自性、社会的独自性がレバノンにおいて維持されることとなった。
納税の義務を果たせば、オスマン帝国はそれぞれの集団の内政に干渉することはなかった。そのため、山岳レバノンに居住するマロン教徒やドゥルーズは、ミッレト制度のもとで独自の発展を遂げることとなった。特に、東方カトリック教会に属するマロン教徒は、宗教的親和性があることをもって、西欧諸国との関係を広げることに成功した。このことが、レバノンが他のアラブ世界に先駆けて近代化することを可能とした。

## レバノン首長国　1618-1842

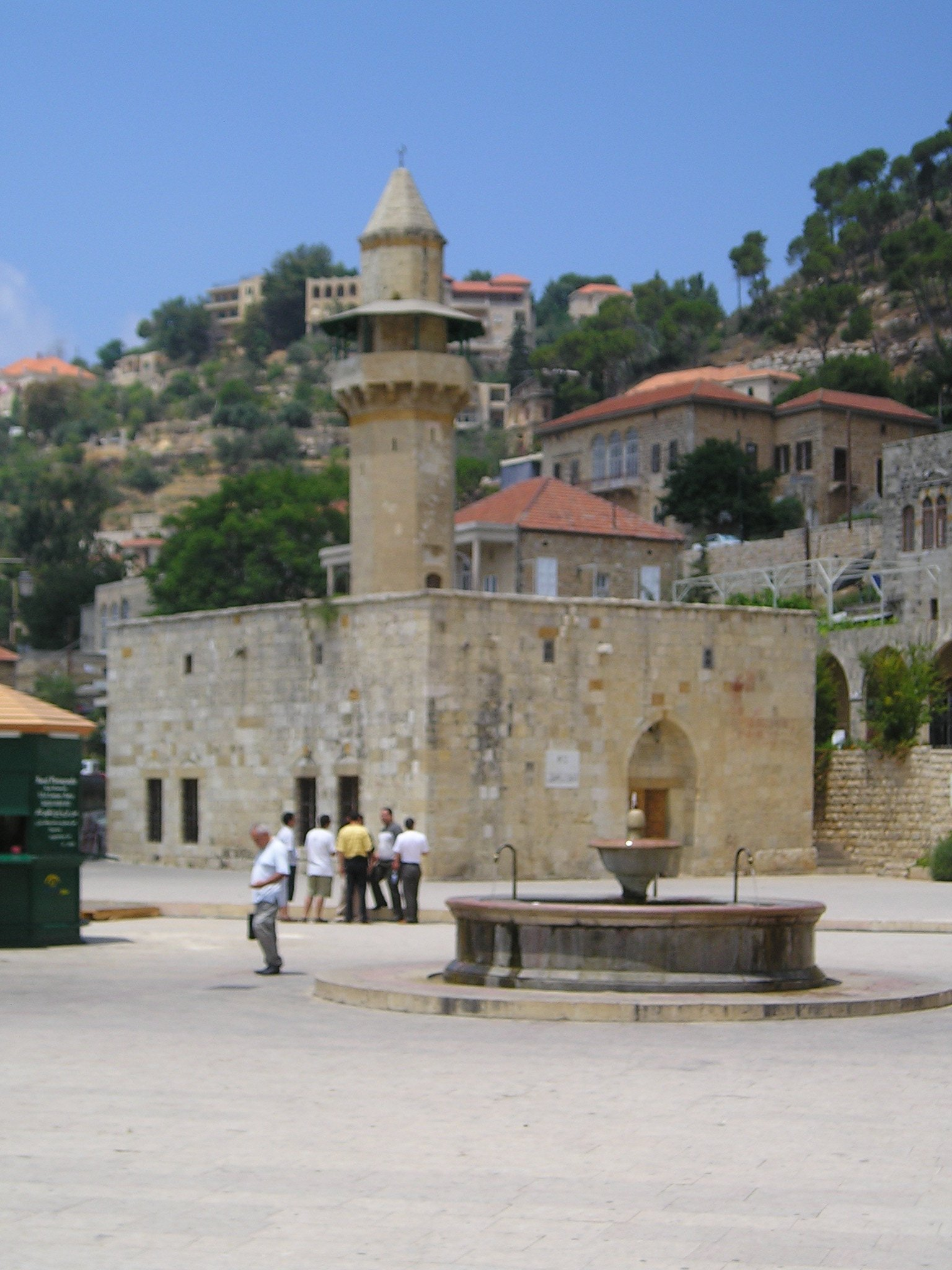
デイル・エル・カマール

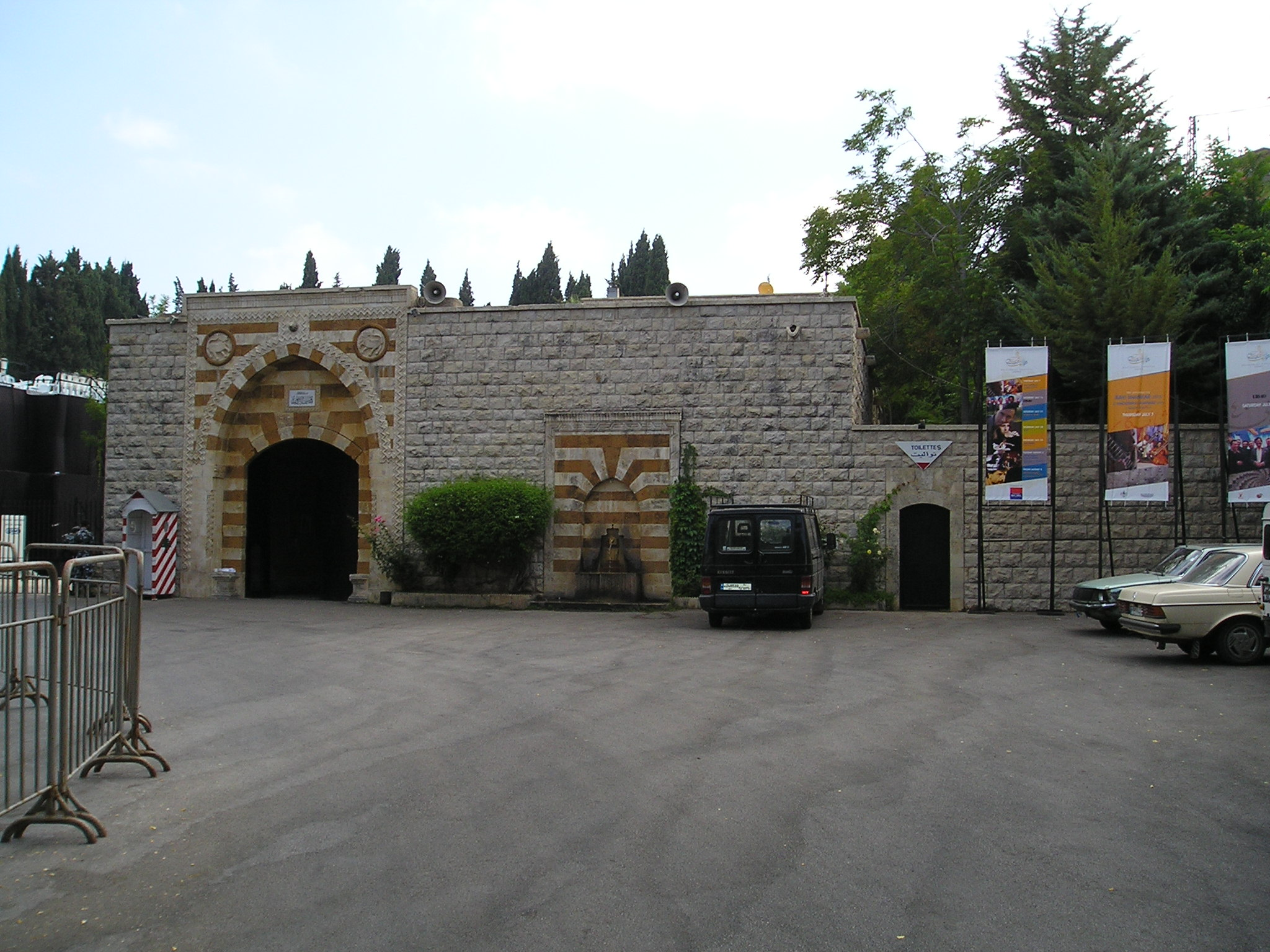
ベイト・エッディーン宮殿の入口

1566年のスレイマン1世の死亡後、オスマン帝国は全盛期を終え、緩やかな衰退へと進んでいった。帝国は分権化の方向へ進み、各地で中央の権威に挑戦する地方有力者が登場し始める。このような地方有力者の誕生の背景にはティマール制の崩壊とそれに代わる徴税請負の導入があり、徴税請負人に富と権力が集中する構造のもとで徴税請負人が有力者へと転身していくことになる。山岳レバノンでも上述のような展開とは少し異なりつつも、他地域における徴税請負の展開と関連した形で有力者が登場してくることになる。
ティマール制が施行されなかった山岳レバノンにおいては、従来から各ミッレトのリーダーが税を取りまとめて中央に貢納するという方法がとられていたが、帝国全土で徴税請負が展開されていく中で、中央政府は各ミッレトのリーダーが持つ「徴税者」としての立場を再認識することとなった。こうして各ミッレトのリーダーは中央からは実質的な徴税請負人として認識されるようになり、またリーダーの側でも、中央から認められた徴税者であるという立場を利用して、ミッレト内での自らの地位を強化していくことになった。
こうして山岳レバノンに登場した有力者たちは、他地域の有力者同様にやがて中央権力からの自立を指向していき、中には山岳レバノンにとどまらず、周辺地域に支配を広げようとする者も登場するようになった。このような有力者の一族は代々地域社会に対して様々な影響力を行使したが、このような家系の中で特に知られているのがマーン家とシハーブ家である。

### マーン家の統治　1618-1697
レバノンにおいては、1120年に、十字軍の攻撃に対して防衛するためにレバノンに入ったマーン家のファハル・アッディーン2世が帝国への挑戦を行った。
ファハルは、オスマン帝国に年貢を納めつつ南レバノンとシドンを治めたドゥルーズの指導者であり、ベドウィンによる略奪を防ぎ、交易の振興に当たっていた。しかし、南レバノンとシドンにとどまらず、ベイルートを自らの傘下に収め、かつ、各地の要塞を修築していたことで、帝国の不興を買う形となり、帝国の軍事的攻勢を受け、1613年、イタリアへ逃亡した。また、ファハル傘下の軍隊は各地でオスマン帝国への抵抗を続けた。
1618年、イタリアから帰国したファハルは、イタリアで学んだ知識を活用した。強力で、なおかつ規律の取れた軍隊を組織することを認識しており、自らの財産によって正規軍の創設に踏み切った。1623年には、ファハルの軍隊は、 ビカ渓谷のアンジャールにおいて、オスマン帝国軍132,000人を破った。そのことにより、翌年、アレッポからエルサレムにいたるアラビスタン地方の支配が正式に帝国から認められることとなる。
その後、ファハルは、北レバノンのアッカ、ジュベイルなど、山岳レバノンを統一するとともに、レバノン海岸部のトリポリまでを支配下に入れたが、このような勢力の拡大が中央政府との衝突を再び生み、息子とともにイスタンブールに連行された後、1635年に処刑された。これらの功績より、現代レバノンにおいて、ファハルは、「独立の父」として教育されている。

### シハーブ家の統治　1697-1842
マーン家の統治の後を襲ったのが、シハーブ家である。その中でも、最も著名なのが、バシール・シハーブ2世（1788年 - 1840年）である。
元々シハーブ家はヒジャーズに起源を持つスンナ派のムスリムであったとされるが、バシールの代までには全て改宗してマロン教徒となっていた。しかし、バシール自身は個人の信仰を表に出すことはなかったとされる。1799年、ナポレオンがアッカに侵攻すると（エジプト・シリア戦役を参照）、バシールはナポレオンとアッカを統治していたジャッザール・パシャの双方から協力を求められたが、どちらにも与せず中立を保った。アッカの攻略に失敗したナポレオンは、エジプトへ移動することとなった。
バシールはその後、支配領域の拡大を目指して周辺の有力者との抗争を続けることになる。時には抗争に敗れてエジプトなどに逃れることもあったが、徐々に力を蓄え、また徴税吏の地位を巡って、シハーブ家の競争相手を投獄したり、盲目にしたり、殺害することによって、自らの地位を固めつつ、1830年には、ディンニーエとアッカを除くレバノン全域をバシールは支配することとなる。オーストリア帝国のメッテルニヒは、山岳レバノンをシリアの別個の国家として認識していたが、この時期にバシールが統治していた領域が、現代のレバノンの原型といえる。
だが、シハーブ家の統治は、エジプトからの潮流を受けて、やがて終焉を迎えることになる。同時期のエジプトで州総督のムハンマド・アリーによる近代化改革とオスマン帝国への挑戦が始まったからである。近代化されたエジプトは、第一次エジプト・トルコ戦争での勝利の結果、シリアの支配権を獲得する。シリアはムハンマド・アリーの息子であるイブラーヒーム・パシャが統治することとなり、バシールはエジプトの「同盟者」として引き続きレバノンを支配することになった。
バシールはかつてエジプトに逃れていた際にムハンマド・アリーと親交を結んでいたこともあって、イブラーヒーム・パシャへの協力を惜しまなかった。例えば、イブラーヒーム・パシャはシリアにおいて養蚕を奨励し、桑の作付面積を拡大する政策を採ったが、同盟者であったバシール・シハーブ2世の支配地域でも同様の政策が採られた。このようなエジプトとの協調体制は、後に山岳レバノンにおいて絹産業が発展する素地を作るなど、一定の成果を収めた。
しかし、エジプトの同盟者という立場はレバノン首長国に終わりをもたらした。エジプトがイギリスとの戦争に負けたためである。バシールは、イギリスの軍艦で、マルタへの亡命を余儀なくされ、レバノン首長国は滅亡した。

### レバノン首長国の文化的遺産
ファハルとバシールは、現代に大きな遺産を残していることでも著名である。
ファハルは、「月の修道院」という名前のデイル・エル・カマールを自らの拠点とした。ドゥルーズの居住地であるシュフ山地のほぼ中央に位置し、ここの宮殿には現在、蝋人形博物館がある。
また、バシールは、このデイル・エル・カマールから車で10分ほどの距離にベイト・エッディーン宮殿を建設した。ここは、現在では、中東有数の文化活動の中心である。

## 列強の介入 1842-1918

### 社会の不安定化
マーン家、シハーブ家は、北レバノンに居住していたマロン教徒が山岳レバノンへ移住することを奨励した。この中から、経済的な成功者も現れたが、このことで、2つの経済的・社会的不安定がもたらされることとなった。
1つは、マロン教徒内部での社会的不安定をもたらしたことである。もう1つが、相対的に貧しい生活を送っていたドゥルーズの首長層・地主が土地を担保に、マロン教徒の富裕層あるいは金貸しから多額の借金を負うようになった。
1840年代初頭には、ロシアが東方正教会の信徒を、フランス・オーストリアがマロン教徒及びギリシャ・カトリックの両派、イギリスがドゥルーズを公然と擁護する構図が出来上がり、政治介入は、日常的なものとなった。帝国政府は、キリスト教徒地区の分裂を助け、また、その時々で、支持する相手を変えるといった具合であった。
1842年には山岳レバノンを二つに分割し、北部にマロン教徒の代官を、南部にドゥルーズの代官をおいて統治する行政改革が列強の支持のもとで行われたが、なおも社会不安は続いた。このような状況下で、1860年6月、デイル・エル・カマールの虐殺が起きた。1858年に始まったマロン教徒農民層による武装蜂起と彼らの行動を危惧したドゥルーズのキリスト教徒殺害の帰結の事件であるこの事件は、結果的に11000人のキリスト教徒が殺される惨事となったが、この事件により、欧州の世論は即時介入に踏み切ろうとしたが、オスマン帝国政府は、介入の口実を与えなかった。
しかし、ナポレオン3世が1848年に実権を握っていたフランスはこれ以後、レヴァントへの関心を高めていくこととなった。

### 「組織規約」と経済的繁栄
1861年6月、イスタンブールで「組織規約」（レバノン統治組織基本法）が署名された。この組織規約は、山岳レバノンを6国（イギリス、ロシア、オーストリア、フランス、プロイセン、オスマン帝国⇒1867年にはイタリアも署名し、7国）の保障の下に、自治権を持つ特別地域とするなど17条からなっていた。
この「組織規約」に基づき、山岳レバノンに山岳レバノン直轄県が成立した。オスマン帝国において、県は州の下位に位置する行政単位であったが、山岳レバノン直轄県はどの州にも属さない政府直轄の県とされ、オスマン国籍を持つキリスト教徒で、かつ山岳レバノン出身ではないムタサッリフ（県長、総督）が支配することとなった。政府直轄の県とはいえ、実際には総督の任命に「組織規約」調印国の承認が必要になるなど、自治・独立性の高い行政組織となった。一方、ベイルート、トリポリ、シドンなどの沿岸部やベッカー高原などは山岳レバノン直轄県には含まれず、引き続きシリア州の一部としてオスマン帝国の直接統治下に置かれた。
初代の総督として、アルメニア・カトリックを信仰するダウド・エフェンディがフランスの推薦で任命された。ダウドは、レバノンに効率的な官僚組織をもたらすと同時に、ベイト・エッディーンに政府の印刷所を作り、レバノン最初の官報を発行させた。ダウドの改革は、宗派間の衝突を急速に沈静化させることには成功したが、それは山岳レバノンの北部をマロン教徒、南部をドゥルーズの勢力圏とすることで、対立の構図を固定化する形での解決でもあった。その意味ではこの「組織規約」における改革は、マロン教徒が政治的な優位を占めたという相違点はあるものの、1842年の行政改革の方向性を引き継いだものであると言える。
また、文化的覚醒とフランスの支援を受けて発展した絹産業を中心に、レバノンは、経済的繁栄を遂げた。加えて、総督制は、山岳レバノンの自治を保障するものであり、キリスト教徒の利益にかなっていたが、この政治的経験は、首長国時代には保有していたベッカー高原、ベイルート、トリポリ、シドンの回復を主張するようになっていく。この大レバノン主義は、キリスト教徒優位であった状態が将来的には覆る結果となる（これら4地域を併呑した場合、人口構成が著しく変化し、ムスリムが多数派になる）。このことが、国家としてのレバノンが政治的脆弱性を内包することになった。

### 文化的ナショナリズムの高揚
オスマン帝国の直接統治下におかれていたベイルートでは、当時レバノンで盛んに活動していたプロテスタントの宣教団（ベイルート・アメリカン大学の前身を開設したことでも知られる）などとの接触に影響を受けて、文化的なアラブ・ナショナリズムの高揚が見られるようになり、アラビア語による辞書や百科事典の編纂で知られるブトルス・アル＝ブスターニーのような、キリスト教徒のアラブ知識人による盛んな文化活動が行われるようになった。
オスマン帝国の直接統治下の多民族・多宗教の混淆状態の中で、宗派対立と諸外国の介入に直面していたキリスト教徒のアラブ知識人にとって、宗派対立を超越・収束するための解決策が求められていた。この結果、ブスターニーは言語に民族の紐帯を見いだし、自らが「アラビア語を話すアラブ」という点においてムスリムのアラブと何ら変わるところがない以上、「アラブ」であると規定するのは宗教ではなく言語であるという考えを持つに至った。
このような文化的ナショナリズムも、始まりは外国の宣教団に影響を受けたキリスト教徒のみによる運動であった。しかし、ブスターニーらは1857年に全宗派を対象としたシリア学術協会（科学協会）を設立し、徐々にではあるがムスリム知識人の間にも理解者を増やしていった。ただし、シリア学術協会という名前が示すように、レバノンが主な活動地域であったとはいえ、彼らの問題意識が歴史的シリア全体に向かっていたことには留意する必要がある。

### オスマン統治の終焉　1908-1918
文化的ナショナリズムはやがて政治的な主張へと移り、キリスト教徒を中心にオスマン帝国からの独立を主張する勢力が登場するようになった。一方で長年自治の恩恵に浴していた山岳レバノンでさえ、1908年の青年トルコ人革命の際には再開されたオスマン帝国議会への参加を求める声がドゥルーズを中心にあがるなど（山岳レバノン直轄県は「組織規約」の存在を理由にオスマン帝国憲法が適用されず、1877年に開会した帝国議会にも参加していなかった。1908年の場合も最終的に山岳レバノンは帝国議会への不参加を決めた）、20世紀初頭の段階では、帝国内に留まることへの支持も未だ根強いものがあった。
しかし、中央集権体制による国家の再建を目指す青年トルコ人革命後のオスマン政府は、独立の主張はもちろん、比較的穏健な自治の要求に対しても強い警戒を示し、また山岳レバノンに対しても影響力の回復を考えるようになった。様々な妥協が試みられたものの、拭いがたい相互不信は最終的に第一次世界大戦中の1915年に「統一と進歩委員会」の首脳の一人であったジェマル・パシャが行った、ベイルートにおけるアラブ知識人の処刑と、残ったアラブ知識人の「アラブ反乱」への支持というところにまで行き着く。こうしてレバノンにおけるオスマン帝国の統治は末期的な状況に陥り、1918年を迎えることになった。